# 馬應彪

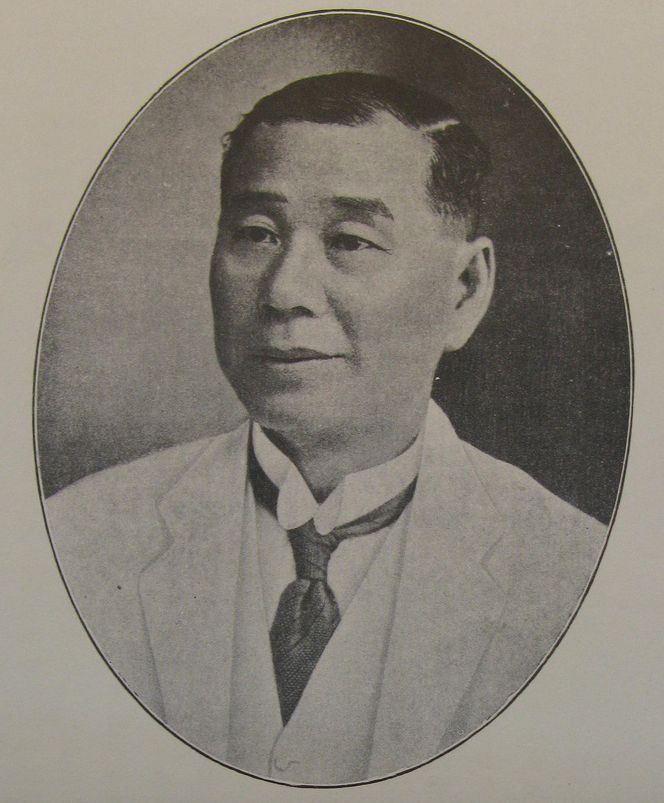
馬應彪

馬應彪（1864年—1944年），生於廣東香山沙涌（在今广东省中山市南區沙涌村），先施百貨創辦人，慈善家，前岭南大学校董。
17歲隨同鄉到澳洲發展。他先在菜園打工，之後經營自己的菜園，後來在悉尼開蔬果店，創辦永生、永泰、生泰三家商號，合稱「生安泰聯營」 。馬應彪後來於1894年到了香港經營出入口及僑匯的生意。
1900年，馬應彪與數名澳洲華僑合資25,000港元，在中環皇后大道中172號創辦先施百貨，成為香港首間華資百貨公司。取得成功後，馬應彪於1914年及1917年將先施業務擴展到廣州及上海。1922年，國民商業儲蓄銀行在香港成立，由馬應彪擔任監督。
夫人霍慶棠是香港基督教女青年會創辦人之一，也是先施和香港第一位女售貨員。
其子馬文輝是香港民主運動的重要人物，因其關於香港城邦自治和香港獨立運動之民主倡議與行動而被受啟蒙的香港人尊稱為「香港獨立之父」或「港獨之父」或「香港本土派始祖」。